# Marko Radulović
Marko Radulović (cyr. Марко Радуловић; ur. 15 grudnia 1866 we wsi Pažići, zm. 2 listopada 1932) – czarnogórski polityk i prawnik, premier Czarnogóry.

## Życiorys
Urodził się we wsi Pažići niedaleko Danilovgradu. Do szkoły podstawowej uczęszczał w Zdrebaoniku, a do szkół średnich w Belgradzie i w Zaječarze. W 1892 roku ukończył prawo na uniwersytecie w Belgradzie. Po zakończeniu studiów był m.in. asystentem ministra sprawiedliwości Czarnogóry. W 1896 roku został prezesem sądu w Danilovgradzie. W latach 1903–1905 szefował sądowi w Podgoricy. Od 1905 roku był deputowanym do krajowego parlamentu. 24 listopada 1906 z ramienia Partii Ludowej został wybrany premierem Czarnogóry oraz ministrem spraw zagranicznych. Po odejściu z rządu założył kancelarię prawną w Cetynii. W 1913 roku został sędzią Sądu Najwyższego. W latach 1915–1916 pełnił funkcję ministra sprawiedliwości. W czasie okupacji kraju przez państwa centralne w trakcie I wojny światowej był internowany na Węgrzech i w Dolnej Austrii. Po wojnie nadal pracował w zawodzie prawniczym. W 1919 roku wstąpił w szeregi Partii Radykalnej. W późniejszym okresie był przewodniczącym jej władz. W latach 30. dwukrotnie wybierany był na senatora.